# Banditen am Scheideweg
Banditen am Scheideweg (Originaltitel: The Doolins of Oklahoma) ist ein US-amerikanischer Western aus dem Jahr 1949 von Gordon Douglas mit Randolph Scott und George Macready in den Hauptrollen. Der Film wurde von Producers-Actors Corp. produziert.

## Handlung
Nach dem Sezessionskrieg bilden sich verschiedene Banden, die Überfälle auf Postkutschen, Züge und Banken begehen. Eine davon ist die Dalton-Bande, die nach einem Verrat aufgerieben wird. Der einzige Überlebende, Bill Doolin, kann den Verräter Wichita in Notwehr töten. Doolin wird weiterhin verfolgt, kann aber entkommen. Mit seinen Kameraden Red Buck, Thomas Jones, Bitter Creek, Little Bill und Tulsa Jack Blake bildet er seine eigene Bande.
Nach mehreren erfolgreichen Überfällen wird die Beute aufgeteilt. Doolin will, dass alle ihrer eigenen Wege gehen, bis einige Zeit vergangen ist. In drei Monaten will man sich in Ingalls wiedertreffen. In Claymore versteckt sich Doolin in einer Kirche vor seinen Verfolgern. Der Diakon Burton lädt ihn ein, mit seiner Familie zu essen. Burtons Tochter Elaine spricht während des Essens so begeistert über das Farmleben, dass Doolin es versuchen will. Nach Ablauf der drei Monate ist Doolin, jetzt unter dem Namen Bill Daley, mit Elaine verheiratet und Besitzer einer Farm. Little Bill erscheint und erklärt, er wolle die Bande verlassen. Zwei weitere Bandenmitglieder, als US-Marshals getarnt, enthüllen Doolins wahre Identität. Burton bringt ihn dazu, die Stadt zu verlassen.
Mit der Zeit werden die Bandenmitglieder immer nervöser. In Ingalls werden sie von US-Marshals angegriffen. Bei der Schießerei wird Tulsa getötet und Jones gefangen genommen. Auch Bitter Creek und Red Buck finden den Tod. Doolin und Little Bill wollen sich auf Doolins Farm, von der sie annehmen, dass sie jetzt verlassen ist, verstecken. Doch zu ihrem Erstaunen lebt Elaine immer noch auf der Farm und wartet auf Doolins Rückkehr. Zu dritt wollen sie in eine Gegend zwischen Kansas und Texas ziehen, die noch nicht unter Regierungsgewalt steht.
Marshal Hughes sieht in Claymore Elaine beim Kauf von Vorräten, was seinen Verdacht erregt. Hughes sucht die Farm auf, wird jedoch von durchgehenden Pferden am Betreten der Farm gehindert. Die Pferde wurden von Little Bill aufgeschreckt, der dabei zu Tode getrampelt wird. Doolin kann nach Claymore zu Elaine reiten. Im Gespräch mit ihr wird ihm klar, dass ein Leben in ständiger Flucht für Elaine zu hart ist. Er schickt sie zu ihren Eltern und macht sich bereit, im folgenden Kampf zu sterben.

## Produktion

### Hintergrund
Gedreht wurde der Film vom 11. Oktober bis zum 8. November 1948 in Thousand Oaks.
Die von Randolph Scott verkörperte Figur des Bill Doolin basiert auf der historischen Person gleichen Namens. Der historische Doolin war Mitglied der Bande der Dalton-Brüder. Nachdem die Dalton-Bande 1892 zerschlagen wurde, gründete er eine eigene Bande, die Oklahombres. Doolin wurde von Sheriff Bill Tilghman verhaftet, konnte entkommen und wurde auf der Flucht erschossen.

### Stab
Frank A. Tuttle war der Szenenbildner, Morris Stoloff der musikalische Direktor. Regisseur der Second Unit war Yakima Canutt.

### Besetzung
In kleinen nicht im Abspann erwähnten Nebenrollen traten Trevor Bardette, Virginia Brissac, George DeNormand, James Kirkwood und Minerva Urecal auf. Ebenfalls unerwähnt blieb Richard Osterloh als Wichita.

## Veröffentlichung
Die Premiere des Films fand am 27. Mai 1949 statt. In der Bundesrepublik Deutschland kam er am 19. Dezember 1950 in die Kinos.

## Kritiken
Der Filmkritiken-Aggregator Rotten Tomatoes hat in einer Auswertung ein Publikumsergebnis von 57 Prozent positiver Bewertungen ermittelt (Stand Februar 2023).
Das Lexikon des internationalen Films schrieb: „Gut inszenierter Western, spannend und psychologisch differenziert.“
Der Kritiker des TV Guide sah einen überdurchschnittlichen Western mit lebhafter Action, hochwertiger Kameraarbeit, beachtlich schwarzem Humor und einem gut recherchierten Drehbuch.